# Вечерняя газета (1865—1878)
«Вече́рняя газе́та» — в Российской империи ежедневная политико-литературная газета, издававшаяся в Санкт-Петербурге с 1865 года промышленником и банкиром К. В. Трубниковым; соредактором был П. С. Усов. Весь текст газеты брался из издававшихся ими же с 1861 года «Биржевых ведомостей», поэтому газета являлась вечерним изданием «Биржевых ведомостей».
С 1874 года соиздателем являлся В. А. Полетика (1820—1888); в октябре того же года Трубников продал свою часть И. Карпинскому, а редактором был утверждён Е. П. Карнович. В 1875 г. издательские права перешли целиком к Полетике, а в 1876 г. он был утверждён также редактором.
Издание прекратилось в 1878 году.